# Husaberg
Husaberg  é um fabricante sueco de motos off-road e supermoto. As motos Husaberg são conhecidos pelos seus motor de maior cilindrada e sua durabilidade em situações críticas.

## Origens
Após a tradicional empresa sueca Husqvarna ser adquirida pela Italiana cagiva em 1987, alguns de seus engenheiros, liderados por Thomas Gustavsson, fundaram a Husaberg Motor AB em 1988.
O nome Husaberg foi criado por Gustavsson quando participou de um enduro, e foi forçado a declarar algum nome para a sua motocicleta.

## Modelos
- 501 cc enduro e motocross
- 470 cc cross-country
- 400 cc enduro
- 350 cc enduro

### Modelos 2010
Em 2010 a equipe lançou mais três modelos. Todods os novos modelo utilizaram o já consagrado chassis dos modelos de 2009, com alterações em outras partes, são eles:
Enduro
- FE 390 (new) - 390 cc enduro
- FE 450 - 450 cc enduro
- FE 570 - 570 cc enduro

Motocross/cross country
- FX 450 (new) - 450 cc cross country

Supermoto
- FS 570 (new) - 570 cc super moto

### Modelos 2009
- FE 450 - 450 cc enduro with electric start only
- FE 570 - 570 cc enduro with electric start only

### Modelos 2008
Enduro:
- FE 450 E - 450 cc enduro com partida elétrica
- FE 550 E - 550 cc enduro com partida elétrica
- FE 650 E - 650 cc enduro com partida elétrica

Supermoto:
- FS 550 E - 550 cc supermoto com partida elétrica
- FS 650 E - 650 cc supermoto com partida elétrica
- FS 650 C - 650 cc supermoto com partida elétrica apenas na versão de corridas e disputas